# Georg Thoma
Georg Thoma (narozen 20. srpna 1937, Hinterzarten) je bývalý německý sdruženář (závodník v severské kombinaci). Reprezentoval tzv. Západní Německo, na olympijských hrách pak sjednocený německý tým, který v jeho éře (60. letech) bylo zvykem skládat ze sportovců obou německých států, západního i východního. Olympijské medaile získal dvě, obě individuální - zlato z her ve Squaw Valley v roce 1960 a bronz z následující olympiády v Innbrucku, která se konala v roce 1964. Roku 1966 také získal titul mistra světa, na šampionátu v Oslu. Stal se prvním neskandinávským olympijským vítězem v severské kombinaci. Jeho doménou byly především skoky, v nichž se stal dokonce třikrát německým mistrem. V roce 1960 byl v anketě západoněmeckých sportovních novinářů zvolen sportovcem roku. Na zimních hrách roku 1964 byl vlajkonošem západoněmecké výpravy. Po skončení závodní kariéry se živil jako pošťák, později též jako sportovní komentátor. Jeho synovec Dieter Thoma se stal úspěšným skokanem na lyžích.